# 海童道祖
海童 道祖（わたつみ どうそ、1911年11月20日 - 1992年12月24日）は、尺八奏者。福岡県出身
アンドレイ・タルコフスキー監督の映画サクリファイスでも使用された。門弟に横山勝也がいる。

## ディスコグラフィ
- 神秘竹の音 （1986年、クラウンレコード）
- 即音乱調 （1971年、フィリップス・レコード）